# 伊藤郁子
伊藤 郁子（いとう いくこ、1961年8月25日 - ）は、日本の女性アニメーター、キャラクターデザイナー、イラストレーター。茨城県日立市出身。血液型はO型。

## 来歴
専門学校東京デザイナー学院アニメ科（現・専門学校東京クールジャパン）卒業。女性では珍しい金田系アクションアニメーターであり、『美少女戦士セーラームーンR』以降の変身シーンの大部分を担当した。『魔法使いTai!』、『ふしぎ魔法ファンファンファーマシィー』、『あさっての方向。』などキャラクターデザインを数多く手がけ、『プリンセスチュチュ』では原案も手がける。
長谷川眞也は「仕事に対して、もう『執念』と言っていい位に物凄い執着を見せる人なんです。作品に対する強い母性みたいなものかな。作品のクオリティを上げるためなら手段を選ばないし、妥協を許さない。『物を作る』ってことは『損得勘定抜きで何でもやることなんだ』と痛感しました」と評している。

## 参加作品

### テレビアニメ
1982年
- ゲームセンターあらし（動画）
- さすがの猿飛（1982年 - 1984年、原画）

1983年
- スプーンおばさん（1983年 - 1984年、原画 ※原画デビュー）

1984年
- 宗谷物語（原画）

1985年
- タッチ（1985年 - 1987年、原画）

1986年
- 宇宙船サジタリウス（1986年 - 1987年、原画）

1987年
- 新メイプルタウン物語 パームタウン編（原画）
- ビックリマン（1987年 - 1989年、作画監督 ※初作画監督）

1988年
- ホワッツマイケル（1988年 - 1989年、原画）

1989年
- まんがはじめて面白塾（1989年 - 1991年、原画）
- 新ビックリマン（1989年 - 1990年、原画）

1990年
- ガタピシ（1990年 - 1991年、作画監督）
- カラス天狗カブト（1990年 - 1991年、原画）
- まじかる☆タルるートくん（1990年 - 1992年、作画監督）

1992年
- 美少女戦士セーラームーン（1992年 - 1993年、作画監督）

1993年
- 美少女戦士セーラームーンR（1993年 - 1994年、作画監督）

1994年
- 美少女戦士セーラームーンS（1994年 - 1995年、チーフアニメーター）

1995年
- 美少女戦士セーラームーンSuperS（1995年 - 1996年、キャラクターデザイン）
- アニメ世界の童話（キャラクターデザイン）

1998年
- ふしぎ魔法ファンファンファーマシィー（1998年 - 1999年、キャラクターデザイン）
- 聖ルミナス女学院（キャラクター協力）

1999年
- 魔法使いTai!（キャラクターデザイン・総作画監督）

2000年
- STRANGE DAWN（原画）

2002年
- プリンセスチュチュ（2002年 - 2003年、原案・キャラクターデザイン・総作画監督・作画監督）

2004年
- じゃがいぬくん（キャラクターデザイン・総作画監督）

2005年
- 奥さまは魔法少女（原画）

2006年
- ふしぎ星の☆ふたご姫 Gyu!（2006年 - 2007年、OP原画）
- あさっての方向。（キャラクターデザイン・総作画監督・作画監督・原画）

2007年
- ラブ★コン（OP原画）
- 英國戀物語エマ 第二幕（原画）
- 祝!(ハピ☆ラキ)ビックリマン（原画）
- はたらキッズ マイハム組（原画）
- ナイトウィザード The ANIMATION（原画）
- スケッチブック 〜full color's〜（原画）

2008年
- ARIA The ORIGINATION（作画監督・原画）
- 薬師寺涼子の怪奇事件簿（原画）
- しゅごキャラ!!どきっ（OP原画）
- うみものがたり 〜あなたがいてくれたコト〜（原画）

2011年
- 異国迷路のクロワーゼ The Animation（衣装デザイン・作画監督・原画・OP作画監督協力・ED原画）
- たまゆら〜hitotose〜（作画監督・原画）

2012年
- AKB0048（サブキャラクターデザイン・総作画監督）

2013年
- AKB0048 next stage（サブキャラクターデザイン・総作画監督）

2015年
- 長門有希ちゃんの消失（キャラクターデザイン・総作画監督）

2016年
- 夏目友人帳 伍（作画監督・原画）

2018年
- おしりたんてい（作画監督・原画）

2020年
- ソマリと森の神様（キャラクターデザイン・総作画監督）

2021年
- ワールドトリガー（2ndシーズン、作画監督）

### 劇場アニメ
1990年
- ぽこぽんのゆかいな西遊記（原画）

1991年
- まじかる☆タルるートくん（作画監督補・原画）
- まじかる☆タルるートくん 燃えろ!友情の魔法大戦（原画・サイコゾルムードアニメーション）
- たあ坊の竜宮星大探検（原画）

1993年
- 劇場版美少女戦士セーラームーンR（原画）

1995年
- ユンカース・カム・ヒア（原画）

2004年
- ONE PIECE 呪われた聖剣（原画）

2016年
- ポッピンQ（作画監督）

2018年
- 劇場版マクロスΔ 激情のワルキューレ（作画監督）

2021年
- 映画おしりたんてい スフーレ島のひみつ（作画監督・原画）

2024年
- 劇場版モノノ怪 唐傘（作画監督）

### OVA
1988年
- What's Michael? 2（原画）

1992年
- PURPLE HIGHWAY OF ANGELS 湘南爆走族 8 赤い星の伝説（原画）
- リトルツインズ（1992年 - 1993年、原画）

1996年
- 魔法使いTai!（1996年 - 1997年、キャラクターデザイン・総作画監督）

2014年
- 絶滅危愚少女 Amazing Twins（作画監督）

### Webアニメ
2021年
- 23時の佐賀飯アニメ（作画）

2025年
- ヤミカラスと真夜中のぼうけん（ポケモンアニメーションデザイン・ポケモン作画監督）

### 小説イラスト
- 深淵を歩くもの（2001年、著：小中千昭、徳間デュアル文庫）